# 才让太 (1969年)
才让太（藏語：ཚེ་རིང་ཐར།，威利转写：tshe ring thar，藏语拼音：Cêringtar；1968年8月—），男，藏族，青海平安人，中华人民共和国政治人物，曾任玉树藏族自治州人民政府州长，现任中共青海省委常委、青海省人民政府副省长。中共第二十届中央候补委员。

## 生平
2015年1月至2021年4月任玉树藏族自治州人民政府州长。2021年2月任青海省人民政府副省长。2022年5月，当选为中共青海省委常委。2022年10月，在中共二十大上当选为中共中央候补委员。